# Brooke Miller
Pour les articles homonymes, voir Miller.
Brooke Miller, née le 21 mars 1976 à Huntington Beach, est une coureuse cycliste américaine. Elle a notamment été championne des États-Unis sur route et du critérium en 2008.

## Palmarès
- 2006
  - 2e étape de la Mount Hood Classic
  - 2e étape du Nature Valley Grand Prix
  - 6e étape du Tour de Toona
  - 3e de la Cat's Hill Classic
- 2007
  - 1re et 2e étapes de la McLane Pacific Classic
  - 2e étape du Nature Valley Grand Prix
  - 3e étape du Tour cycliste féminin international de l'Ardèche
- 2008
  -  Championne des États-Unis sur route
  -  Championne des États-Unis du critérium
  - 4e étape du Nature Valley Grand Prix
  - 4e étape de la Cascade Classic
  - Manhattan Beach Grand Prix
  - 2e de la Liberty Classic
- 2009
  - 1re étape du Nature Valley Grand Prix
  - Sunny King Criterium
  - Athens Twilight Criterium
  - 2e du championnat des États-Unis du critérium
  - 2e de la Nevada City Classic
  - 2e du Historic Roswell Criterium